# Rédemption (série télévisée)
Pour les articles homonymes, voir Rédemption (homonymie).
Rédemption (en portugais : Cama de Gato ) est une telenovela brésilienne diffusée entre le 5 octobre 2009 et le 10 avril 2010 sur Rede Globo. Ce feuilleton est diffusé en France sur France Ô et IDF1 ainsi que sur les chaînes d'Outre-Mer 1re en 2011/2012. Il est aussi diffusé au Sénégal sur la chaîne privée 2sTv.

## Synopsis
Rosy, mère-célibataire de quatre enfants, fait le ménage à la parfumerie Aromas, dirigée d'une main de fer par "l'Empereur" Gustavo Brandão. Le comportement arrogant de ce nouveau riche inquiète son frère Davi et son meilleur ami Alcino. Les deux hommes souhaiteraient lui redonner goût aux choses simples, loin du monde des affaires. Les intentions de l'épouse Verônica sont tout autres : sournoise, son objectif est de prendre la tête de l'entreprise quel qu'en soit le prix. Rosy comprend alors vaguement que Davi, Alcino et Verônica prévoient de faire disparaître son patron.
"L'Empereur", envouté par le parfum de Rosy, se montre néanmoins vulgaire envers la femme de ménage qui lui rapporte selon lui des absurdités. Rosy se fait licencier.
Enlevé puis laissé pour mort dans une campagne, Gustavo est suspecté d'un meurtre commis par sa femme Verônica. De retour en ville, abasourdi et sans argent, le parfumeur se cache dans un quartier populaire. Avec beaucoup d'humilité, il y apprend à connaître Rosy.
À Aromas, Alcino atteint d'une maladie incurable, prend la succession de son meilleur ami disparu. Se sentant coupable, Alcino tente de réparer ses erreurs avant de mourir. Il réembauche Rosy, qui devient son assistante, se laisse séduire par Véronica qui joue la veuve éplorée et recherche l'enfant qu'il a eu plus jeune. Verônica aura utilisé a sa guise Roberto pour arriver a ses fins.
Rosy et Gustavo finirons ensemble.

## Distribution
- Marcos Palmeira : Gustavo Brandão
- Camila Pitanga : Rosalinda "Rosie"
- Paola Oliveira : Verônica Tardivo
- Heloísa Périssé : Taís Helena Amâncio
- Carmo Dalla Vecchia : Alcino Rodrigues
- Marcello Novaes : Bene
- Land Vieira : Tarcísio
- Ailton Graça : Tião
- Raquel Villar : Glória
- Ângelo Antônio : Davi Brandão
- Julyana Garcia : Regina
- Gustavo Maia : Francisco
- Emanuelle Araújo : Heloísa
- Pedro Paulo Rangel : Fernando Brandão
- Suely Franco : Julieta Brandão
- Dudu Azevedo : Roberto Moreira
- Isabela Garcia : Mari Antunes
- Ronny Kriwat : Pedro
- Marcella Valente : Suzana
- Luana Martau : Patrícia
- Paulo Goulart : Severo Tardivo
- Rosi Campos : Genoveva
- Marcella Rica : Luli Amâncio
- Paula Burlamaqui : Sofia
- Rainer Cadete : Nuno Moreira
- Ilva Niño : Ernestina Tibiriça
- Daniel Boaventura : Solon
- Yoná Magalhães : Adalgisa
- Rafael Miguel : Juca Tibiriçá
- Wagner Molina : Fiasco
- Bianca Salgueiro : Eurídice
- Guta Gonçalves : Débora de Lucca
- Berta Loran : Loló
- Luiz Gustavo : Waldemar Moreira
- Tony Tornado : Péricles Tibiriçá
- Nívea Stelmann : Kátia Santana
- Chico Tenreiro : Paquito
- Selma Lopes : Dirce
- André Luiz Miranda : Juvenal
- Lupe Gigliotti : Áurea
- Henrique Ramiro : Macau
- Jorge Cerruti : Domenico
- Ana Berttines : Cleusa
- Walter Breda : Salviano
- Norma Blum : Irmã Andréia
- Roumer Canhães : Limonges
- Beatriz Arantes : Duda
- Aramis Trindade : Emanuel
- Beta Perez : Lurdes
- Júlia Mattos : Sandrinha
- Juliana Paiva : Beth
- Guilherme Vieira : Igor
- Tânia Costa : Bruna
- Mouhamed Harfouch : Almeida
- Ana Cecília : Leda de Lucca
- Ed Oliveira : Jair
- Marcello Portinari : Jorjão
- Mauricio Machado : Pink
- Alex Moreno : Luck
- Rodrigo Rangel : Antonio
- Monique Alfradique : Erica
- Roberta Foster : Geni
- Flávia Guedes : Gilvânia
- Samir Murad : Mario Fontenelle
- Rosana Oliveira : Neide Beatriz
- Jitman Vibranoski : Docteur Pompeu Loureiro
- Letícia Birkheuer : Natasha Werner
- Maria Regina : Zica
- Dida Camero : Lenita
- Neusa Marie Faro : Gioconda
- Adriano Garib : Promoteur
- Débora Olivieri : Juiza
- Antonio Pitanga : Miguel
- Viétia Zangrandi : Wanda
- Rafa Baronesi : Lui-même
- Sandro Rocha : Xavier
- Cláudio Cinti : Heitor
- Vicentini Gomes : Paolo Bianchi
- Paulo Ascenção : Catulo
- Luiz Nicolau : Juarez
- Marcello Gonçalves : Capataz
- Priscila Camargo : Teresa
- Paulo Giardini : Mendel Quintana
- Jaime Leibovitch : Médecin
- Dudu Cury : Gustavo enfant
- Agnaldo Lopes : João
- Beto Quirino : Bóia-fria
- Simone Zucato : Sônia
- David Herman : Sergio Batista
- Julio Levy : Pitágoras Amaral
- Gilbert Stein : Juiz

## Diffusion internationale
- Rede Globo
- Telefe
- Canal 13
- 2M
- France Ô/IDF1 / Outre-Mer 1re
- Canal 2 International
- 2sTV